# 헤리티지 뱅크 센터
헤리티지 뱅크 센터(Heritage Bank Center)은 미국 오하이오주 신시내티에 위치한 실내 경기장이다. 과거 WHA 신시내티 스팅거스의 홈경기장으로 사용했으면, 현재 IHL/ECHL 신시내티 사이클론즈의 홈경기장으로 사용되고 있다.